# 劉采
劉采（1500年—1573年），字與質，號安峰，湖廣黃州府麻城縣人，民籍，明朝政治人物。

## 生平
湖廣鄉試第三名舉人。嘉靖八年（1529年）中式己丑科會試第十七名，登第二甲第六十一名進士。授宿州知州，擢户部员外郎，升郎中，出为四川布政司右参议，督理黄册，二十二年二月升广西按察司副使，进京入覲，陞廣東右布政使，调福建左布政使，三十三年七月升都察院右副都御史、巡抚山东，三十六年升南京兵部右侍郎，三十七年三月改兵部右侍郎、协理京营戎政，三十八年七月升户部左侍郎，三十九年三月升南京户部尚书，四十年以災異自劾免。
穆宗继位，隆慶元年（1567年）四月起用为南京工部尚书，五月改南京兵部尚书，四年八月累疏乞致仕，特赐驰驿归。万历元年卒，年七十四，諭祭葬，贈太子少保，諡端簡。

## 家族
曾祖劉文聰，曾任所吏目；祖父劉紀；父劉漢，曾任知縣。母萬氏。永感下。兄劉木，署训导、舉人；劉术；弟劉禾。